# 津市市
津市市，是位于中华人民共和国湖南省北部的一座县级市，由常德市代管。地处澧水下游，紧邻洞庭湖。素有“江南明珠、九澧门户”之美誉，有湘北门户之称。是省级园林城市、省级卫生城市、省级文明城市。总人口約22万人，市人民政府駐襄阳街街道。区域总面积为558平方公里。

## 历史沿革
原为澧州一著名集镇，因为澧水的九条支流在此汇聚形成要津，过往商人“傍津设市，贸易互利”，由此得名。明正德九年（1514年）设津市镇，嘉靖年间已形成“千户之聚”的港口集市，后逐渐形成水运枢纽与流通商埠。1949年8月设湖南省辖市津市市，1952年撤销改设澧县津市镇，1953年复设省辖市津市市，由常德专区领导。1958年，澧县与津市市合并，1961年再次由澧县析出津市市。1963年再次撤销改设澧县津市镇，作县一级对待。
1979年12月，国务院批准再次析澧县设津市市，由常德地区管辖，1986年4月改为省辖，由常德地区代管。1988年4月改由地级常德市代管。

## 行政区划
2015年，经湖南省政府批准（湘民行发〔2015〕64号 ），新洲镇、灵泉镇成建制合并设立新的新洲镇，保和堤镇、李家铺乡成建制合并设立毛里湖镇，渡口镇、棠华乡成建制合并设立药山镇。
至2017年底，津市市现下辖5个街道办事处、4个镇、1个农场：
三洲驿街道、汪家桥街道、襄阳街街道、金鱼岭街道、嘉山街道、新洲镇、渡口镇、保和堤镇、白衣镇和涔澹农场。
市内另有省级高新区湖南津市高新技术产业开发区，于2005年开始建设，位于嘉山街道。

## 政治

### 现任领导
| 机构     | 津市市人民政府 市长 | 津市市人民代表大会 常务委员会 主任 | · 中国共产党 · 津市市委员会 · 书记 | · 中国人民政治协商会议 · 津市市委员会 · 主席 | 津市市监察委员会 主任 |
| -------- | ------------------- | ---------------------------------- | ---------------------------------- | -------------------------------------------- | --------------------- |
| 姓名     | 彭子晟              | 姜正才                             | 黄旭峰                             | 李景峰                                       | 伍子科                |
| 民族     | 汉族                | 汉族                               | 汉族                               | 汉族                                         | 汉族                  |
| 籍贯     | 不明                | 湖南省安乡县                       | 湖南省长沙县                       | 不明                                         | 不明                  |
| 出生日期 | 1983年6月（41歲）   | 1966年7月（58歲）                  | 1973年10月（51歲）                 | 不明                                         | 不明                  |
| 就任日期 | 2021年8月           | 2021年10月28日                     | 2021年7月                          | 2021年10月27日                               | 2018年1月             |

## 地理

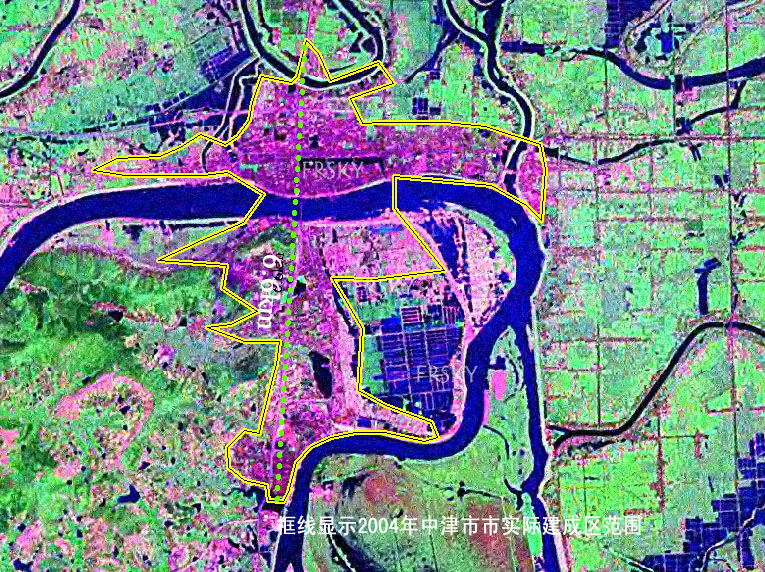
津市市城区卫星图，显示2000年~2004年其建成区范围几乎无变化

津市市地处澧水上游山区与洞庭湖区结合部，属于北亚热带湿润气候区，自然地理条件优越，气候温和，日照充足，无霜期长，年降水量1164毫米。

## 人口
根据第七次人口普查数据，截至2020年11月1日零时，津市常住人口为212739人。

## 经济
2017年，津市市地区生产总值达到150.3亿元，增长9.0%，第一产业、第二产业、第三产业占比为14.5：47.3：38.2。城镇居民人均可支配收入达到30664元，增长8.6%；农村居民人均可支配收入达到14259元，增长8.5%。社会消费品零售总额达 68.0亿元，增长11.4%。
津市为轻工业城市和澧水流域物资重要集散地，全市共有工业企业近300家。津市窑坡渡座落着全国最大的轻型汽车车桥生产企业——“湖南汽车车桥厂”。工业以汽车车桥、食品、纺织、轻工业为主。主要生产丝、棉、麻等纺织品和酸、酶、盐等。农业主产水稻还产棉花、油料、茶叶和麻类。养猪、养鱼业发达。
政府目前致力于打造“南工北商”的城市布局，并初步形成了汽配、盐化工、纺织、造纸、食品以及新型建材、生物医药“5+2”产业格局。津市产的中意糖果、“雪”牌食盐全国驰名，中意果冻、鸿鹰“梅花”牌糖化酶获中国驰名商标。

## 交通
津市港为省内六大内河港口之一，澧水流域和湘、鄂边境的重要物资集散地，素称“九澧门户”为湘北重要商埠。现有湘北公路（ 205省道，其中保河堤镇至渡口镇段与 306省道共线； 205省道南出接鼎城区中河口镇， 306省道西出接常德鼎城区，东出接安乡县安丰乡）贯穿全市。 二广高速从津市境内贯通，于灵泉镇设立津市南互通，预计2013年底或2014年初正式通车。在建安慈高速则东西向穿越津市，与 二广高速津市段设立互通立交。津市港窑坡渡千吨级通用码头也正在施工中。
- 353国道过境。

## 特产
津市境内有盐矿，比如以原盐产量占全省90%以上的湘澧盐矿；津市特产精盐、味精等。猪鬃、津市藠果、斑马蚊香也是传统名产。
名优小食品是津市工业的一大特色，全市共在食品工业30家，生产5大系列80多个品种，其中绿康桔片曾获第八届全国食品博览会金奖、蓝光茭头是湖南省十大名牌产品之一。张老头五香牛肉干、云露牌五香牛肉干、羊肉火锅、香肠、木子腐乳王（又名湖南十八子腐乳）、桃酥王、麦穗鸟鸡精等曾先后获湖南省农博会金奖，还有湘泰麻蓉酥糖等一大批食品获农博会银奖。津市的风味小吃更是五花八门，知名的有汽水粑粑、蒸蒸糕、面饺儿、津市包子、糖麻果、湘泰点心、肉戈魁、津市米粉与津市牛肉粉等。

## 文化
津市文化底蕴深厚，是孟姜女家乡、车胤故里，拥有丰富的文化遗产与历史名胜。

### 非物质文化遗产
- 孟姜女传说，入选第一批国家级非物质文化遗产名录、第一批湖南省非物质文化遗产名录[28]
- 车胤囊萤照读，入选第二批湖南省非物质文化遗产名录[29]

### 名胜
- 嘉山省级风景名胜区
- 古大同寺，唐代寺庙，入选第七批湖南省文物保护单位
- 药山寺，古名慈云禅寺，唐代寺庙，开山祖师为著名禅师药山惟俨，历代多损毁，今寺庙为后人重建[30]
- 中武当道观，相传为真武大帝飛昇之地，唐代道观[31]

### 遗迹
- 虎爪山遗址，距今约30万年的旧石器时代遗址，入选第七批全国重点文物保护单位[2][32]